# チーム・テイクワン
TEAM TAKE ONE (ちーむていくわん)は、かつて日本に存在したレーシングチーム。
日本信販社長(当時)の山田洋二が設立し、セントラル20の柳田春人が初代監督を務めた。

## 概要
1990年設立。ノバエンジニアリングにメンテナンスを委託し全日本F3000選手権に参戦開始。以降N1耐久（後のスーパー耐久）、全日本スポーツプロトタイプカー耐久選手権（JSPC）、全日本ツーリングカー選手権（JTCC）、全日本GT選手権（JGTC）の日本国内主要カテゴリーに参戦。オーナーの山田もN1耐久のホンダ・シビックやJGTCのポルシェで参戦した。日本信販の経営不祥事に伴う山田の引責辞任で2002年限りで活動停止した。

## 参戦実績

### 全日本F3000選手権
1990年、サントリー、プラスという大型スポンサーを擁し参戦開始。初年度はノバ、翌年はサントリー号のラルトがルマン、プラス号のローラがムーンクラフトによってメンテナンスされた。
1992年から自社メンテナンスを行う。翌93年最終戦で優勝を遂げるも、この年限りでトップフォーミュラは活動休止に。
| 年度   | ドライバー                    | マシン         | 最高位 |
| ------ | ----------------------------- | -------------- | ------ |
| 1990年 | 中谷明彦                      | ローラ・T90/50 | 4位    |
|        | フォルカー・ヴァイドラー      | ローラ・T90/50 | 優勝   |
| 1991年 | ジョニー・ハーバート          | ラルト・RT23   | 2位    |
|        | ミハエル・シューマッハ(第6戦) |                | 2位    |
|        | 関谷正徳(第10-11戦)           |                | 9位    |
|        | 服部尚貴                      | ローラ・T90/50 | 5位    |
| 1992年 | トーマス・ダニエルソン        | ローラ・T92/50 | 5位    |
|        | 田中実                        |                | 9位    |
| 1993年 | トーマス・ダニエルソン        | ローラ・T92/50 | 優勝   |

### 全日本スポーツプロトタイプカー耐久選手権
1992年、日産・R91CPでコクヨのスポンサードを受け参戦。第2戦の富士1000kmではワークスのカルソニックと同一周回の2位の大金星をあげる。
| 年度   | ドライバー                       | マシン      | 最高位 |
| ------ | -------------------------------- | ----------- | ------ |
| 1992年 | トーマス・ダニエルソン/ 岡田秀樹 | 日産・R91CP | 2位    |

### 全日本ツーリングカー選手権(JTCC)
1994年、BMW・318iで綜合警備保障のスポンサードを受け、中谷明彦のドライブにより参戦した。JTCCはこの年限り。
| 年度   | ドライバー | マシン    | 最高位 |
| ------ | ---------- | --------- | ------ |
| 1994年 | 中谷明彦   | BMW・318i | 5位    |

### 全日本GT選手権
1995年、ポルシェ・911 GT2で綜合警備保障のスポンサードを受け参戦開始。オーナーの山田洋二も自らハンドルを握る。1999年からマクラーレン・F1 GTRにマシンを変更。2002年まで参戦。
| 年度   | ドライバー                                         | マシン               | 最高位 |
| ------ | -------------------------------------------------- | -------------------- | ------ |
| 1995年 | 山田洋二/ 田嶋栄一                                 | ポルシェ・911 GT2    | 2位    |
| 1996年 | 山田洋二/ 田嶋栄一                                 | ポルシェ・911 GT2    | 7位    |
| 1997年 | 山田洋二/ 茂木和男                                 | ポルシェ・911 GT2    | 9位    |
| 1998年 | 山田洋二/ 岡田秀樹                                 | ポルシェ・911 GT2    | 8位    |
| 1999年 | 山田洋二/ 岡田秀樹                                 | マクラーレン・F1 GTR | 9位    |
| 2000年 | 山田洋二(第5戦まで)/ 岡田秀樹/ 松田次生(第6戦から) | マクラーレン・F1 GTR | 4位    |
| 2001年 | 岡田秀樹/ アンドレ・クート                         | マクラーレン・F1 GTR | 優勝   |
| 2002年 | 岡田秀樹/ 黒澤治樹                                 | マクラーレン・F1 GTR | 9位    |